# محمد شوقي (لاعب كرة قدم)
محمد شوقي (ولد في 5 أكتوبر 1981) هو لاعب كرة قدم مصري يلعب كوسط مدافع. لعب للنادي الأهلي المصري ومنه انتقل لصفوف نادي ميدلسبره بالدوري الدوري الإنجليزي الممتاز ثم إلى كايسري سبور التركي. على الصعيد الدولي، ساهم شوقي في حصول منتخب مصر على لقب كأس الأمم الأفريقية مرتين وذلك في نسختي 2006 و2008.

## مسيرته مع الأندية
بدأ شوقي مسيرته الكروية مع النادي المصري في محافظة بورسعيد. ويعد صاحب هدف الفوز لنادى المصري على النادي الأهلي في موسم 2004 وهو الفوز الوحيد للمصري على الاهلى في استاد القاهرة. أنضم لصفوف النادي الأهلي وهناك عرف بتسديداته القوية، ثم انضم بعد ذلك لـنادي ميدلسبره في 31 أغسطس 2007 بقيمة 650000£ لمدة ثلاثة أعوام، وهناك أثبت كفاءته.
فسخ شوقي تعاقده مع نادي كايسري سبور التركي الذي لم يمتد سوى لستة أشهر فقط من بدايته بصورة ودية. وكيل أعماله أوضح ان هذه الخطوة سببها عدم أستلام شوقي لكامل مستحقاته لدى النادي التركي. تلقى شوقي عرضاً من نادي ليرس البلجيكي لكن تعثرت هذه الصفقة بسبب الأختلاف حول المقابل المادي. ولم يمر سوى أيام قليلة على العرض البلجيكي حتى أعلن النادي الأهلي عن إتمام التعاقد مع شوقي رسمياً. وقع شوقي على عقد مدته 3 سنوات ليعود مجدداً للنادي الأهلي.

## مسيرته مع المنتخب
انضم شوقي لـلمنتخب المصري في كأس الأمم الأفريقية لكرة القدم 2006 بمصر ولعب في كل المباريات وفازت مصر باللقب، كما سجل هدفاً غالياً في مرمى البرازيل خلال كأس العالم للقارات 2009.

## إنجازاته وألقابه
- حصد محمد شوقي مع الأهلي على 3 ألقاب ل الدورى المصري الممتاز
- فاز بـ 3 ألقاب ل كأس مصر
- توج ببطولة دوري أبطال إفريقيا مرتين.
- نال برونزية كأس العالم للأندية مع الأهلي
- حصد المركز الثالث في بطوله إفريقيا مع منتخب الشباب
- حصل على المركز الأول مع منتخب الشباب في الدورة الدولية بقطر
- حقق المركز الأول مع منتخب الشباب في الدورة الدولية بشيلي
- توج بالمركز الأول مع منتخب الشباب في بطوله الجمهورية 3 مرات
- نال لقب أفضل لاعب وسط مدافع «ديفندر» في كأس العالم للشباب بالأرجنتين.
- حصل على لقب «رجل الباص الواحد» من قبل إحدى الصحف الأرجنتينية.
- حصد لقب بطولة كأس الأمم الإفريقية مرتين
- -أحرز هدفا مميزا في مرمى البرازيل في كأس العالم للقارات 2009م.

## الاعتزال
خاض محمد شوقي ما يقرب من 293 مباراة، وابتعد بعدها عن الملاعب وإعلن اعتزاله والاكتفاء بما قدمه في الملاعب.

## روابط خارجية
- محمد شوقي على موقع الاتحاد الدولي (مؤرشف)  (الإنجليزية)
- محمد شوقي على موقع اتحاد تركيا (لاعب) (الإنجليزية)
- محمد شوقي على موقع قاعدة بيانات كرة القدم.إي يو (الإنجليزية)
- محمد شوقي على موقع ناشيونال فوتبول تيمز (الإنجليزية)
- محمد شوقي على موقع Soccerbase.com (لاعب) (الإنجليزية)
- محمد شوقي على موقع Soccerway.com (الإنجليزية)
- محمد شوقي على موقع عالم كرة القدم.نت (الإنجليزية)